# Rudolf Mosse
Pour les articles homonymes, voir Mosse.

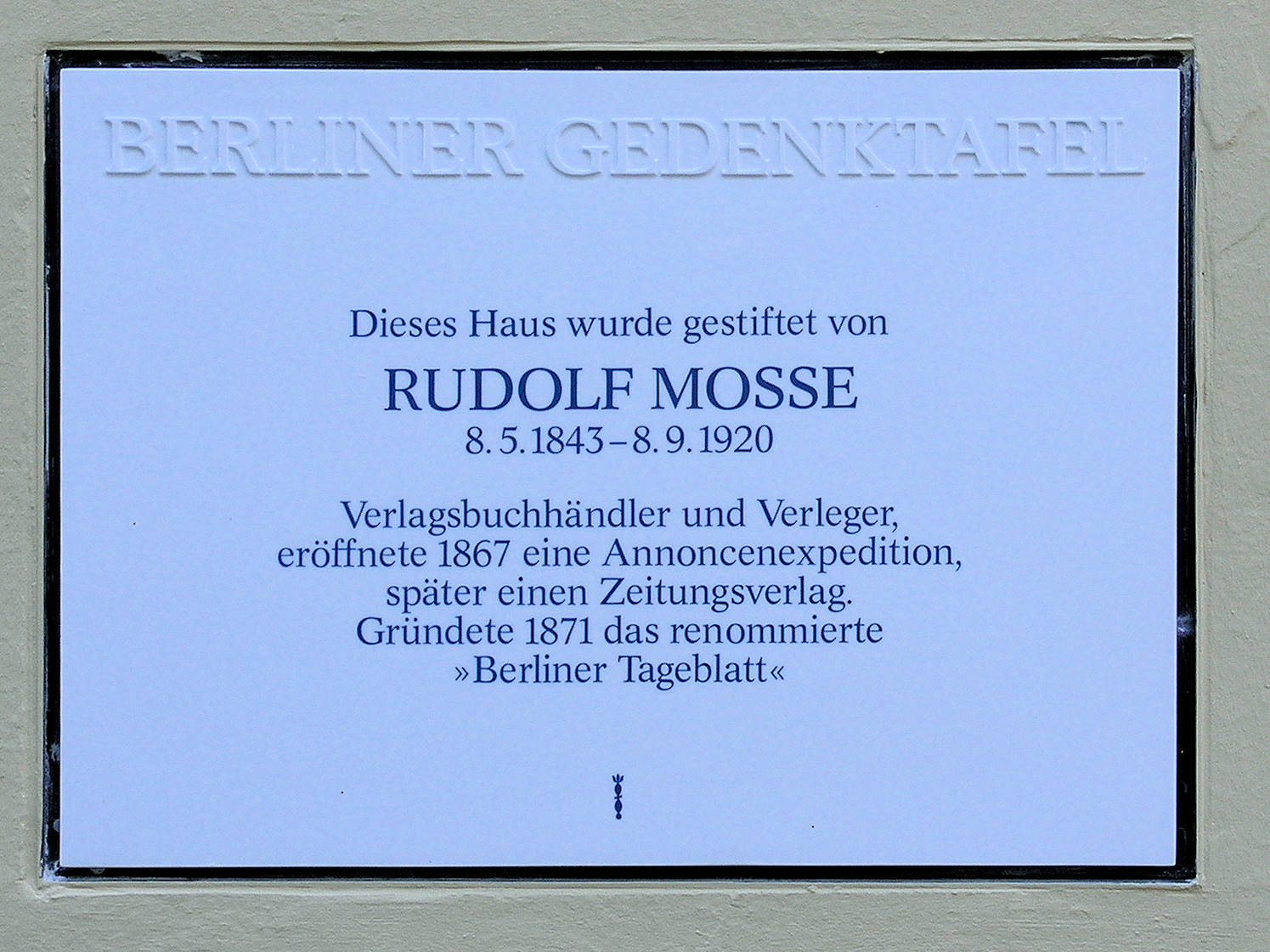
Plaque en mémoire de Rudolf Mosse.

Rudolf Mosse (8 mai 1843 – 8 septembre 1920) est un éditeur et philanthrope allemand.

## Biographie
Né à Grätz, Mosse est le fils d'un médecin réputé le Dr. Markus Moses. Il commence sa vie professionnelle comme apprenti dans l'imprimerie de Louis Merzbach à Posen, l'éditrice du Ostdeutsche Zeitung, puis maîtrisa la technique de l'imprimerie en travaillant à Leipzig, Berlin, et dans d'autres villes. À l'époque, la publicité était très peu développée en Allemagne et c'est dans ce domaine que Mosse vit une occasion de carrière à l'âge de 24 ans. Il ouvrit une agence de publicité à Berlin, puis d'autres dans de grandes villes d'Allemagne, d'Autriche et de Suisse. Il connut un succès phénoménal, grâce peut-être aux suppléments publicitaires qu'il ajoutait dans Kladderadatsch, Fliegende Blätter, Gartenlaube, Über Land und Meer et d'autres journaux, parmi eux le supplément satirique Ulk. Mosse s'associa pour éditer le Berliner Tageblatt (à partir de 1870), le Deutsches Montagsblatt (1877–88), le Deutsches Reichsblatt (1881–94), le Berliner Morgen-Zeitung (de) (à partir de 1889), le Allgemeine Zeitung des Judenthums (1890–1922) et le C.V.-Zeitung (de), organe du Central-Verein deutscher Staatsbürger jüdischen Glaubens (de) (à partir de 1922). Parmi d'autres de ses titres édités l'on peut citer : le Bäder Almanach (à partir de 1882) et le Deutsches Reichs-Adressbuch für Industrie, Gewerbe und Handel (de) (fondé en 1897). Son imprimerie, fondée en 1872, était l'une des plus grandes de ce genre.
Le groupe Ullstein-Verlag fondé par Leopold Ullstein démarre en 1877 par le rachat du Neue Berliner Tageblatt, supplément du Berliner Tageblatt.
Rudolf Mosse est aussi connu pour ses œuvres philanthropiques. En 1893, il créa un fonds (Unterstützungskasse) pour ses employés (plus de 500) avec un capital de 100 000 Marks, et en 1895 un autre fond d'un million pour le même but. Il fit construire un hôpital dans sa ville natale de Grätz, fonda une institution scolaire pour 100 élèves à Wilhelmsdorf près de Berlin avec un fonds de dotation de trois millions de marks, aida à la création de l’hôpital Empereur et Impératrice Frederick à Berlin, et contribua généreusement dans les domaines littéraires et artistiques. Il représenta la communauté juive de Berlin pendant dix ans et la congrégation de la réforme à partir de 1904. L'un de ses six frères, Emil Mosse, devint son associé en 1894, tandis qu'un autre, Albert Mosse, devint un juriste important.
Rudolf Mosse est enterré au cimetière juif de Berlin.